# Richard Huelsenbeck
Richard Huelsenbeck (Frankenau, Hesse-Nassau, 23 d'abril de 1892 - 30 d'abril de 1974) va ser un poeta, escriptor i bateria alemany.

## Biografia
Huelsenbeck va ser un estudiant de medicina en vespres de la Primera Guerra Mundial. Va ser declarat invàlid per l'exèrcit i va emigrar a Zúric, Suïssa al febrer de 1916, on es va enamorar del Cabaret Voltaire. El gener de 1917, es va traslladar a Berlín, duent amb si idees i tècniques que el van ajudar a fundar el grup dadaista de Berlín.
«Fer literatura amb una pistola en la mà ha estat durant algun temps el meu somni», va escriure el 1920.
Les seves idees s'ajustaven al corrent polític d'esquerres que predominava en aquella època a Berlín. No obstant això, l'idealista Huelsenbeck i els seus companys del repte «Dadá és el bolxevisme alemany» van tenir desafortunades repercussions més endavant, quan els nazis van denunciar tots els aspectes de l'art modern com Kunstbolschewismus.
Més tard, es va traslladar a la ciutat de Nova York, on va practicar el psicoanàlisi sota la influència de Jung amb el nom de Charles R. Hulbeck.
El 1970 va tornar a la regió de Ticino a Suïssa. Huelsenbeck va ser el edidor del Dada Almanach, i va escriure Dada Sieght, En Avant Dada i altres obres dadaistes. Fins al final de la seva vida, Huelsenbeck va insistir que «Dadá encara existeix», encara que els altres fundadors del moviment no estiguessin d'acord.